# Edward Low
Pour les articles homonymes, voir Low.
Edward Low aussi connu sous Ned Low, Lowe ou Loe (c. 1690 – c. 1724) est un pirate célèbre pour sa cruauté pendant l'âge d'or de la piraterie. Son pavillon porte un squelette rouge sur fond noir.

## Biographie
Né à Westminster, à Londres, dans une famille de condition apparemment basse et vile, car il ne savait ni lire ni écrire, il se forme à la construction navale puis lassé par cette activité, il prend la mer à destination de la baie de Terre-Neuve. Après s'être emparé de la chaloupe de son patron, il s'assure l'aide de quelques compagnons et ils prennent le large ensemble. Sa notoriété s'accroît au fil des prises et les captures se multiplient.
L'originalité de ce forban réside surtout dans l'imagination dont il fait preuve en matière de tortures. Il en invente constamment de nouvelles et les expérimente sur les équipages qui tombent entre ses mains. Les Castillans étaient condamnés à mort et systématiquement exécutés, en raison des mauvais souvenirs qu'il avait de leur fréquentation à l'époque où il était honnête. Il fait preuve d'une telle cruauté dans le quotidien que même des membres de son équipage sont terrorisés. Il s'associa un temps avec George Lowther avant de se séparer à l'amiable.

Pavillon de Low

Le capitaine du Greyhound l'approche le 10 juin 1723, mais il ne parvient qu'à prendre le Ranger commandé par Harris, le second de Low. Ce dernier préfère abandonner ses camarades plutôt que de se battre contre le Greyhound. Fait prisonnier, l'équipage fut jugé et vingt-cinq sur trente-cinq accusés furent pendus après le procès du 10 juillet 1723. Selon certains, Low est finalement abandonné par son équipage dans une barque avec deux de ses hommes restés fidèles sans vivres ni rame à cause de ses excès. Il est sauvé par des marins français qui le remettent aux autorités de la Guadeloupe, ces dernières s'empressant de le pendre. Selon d'autres sources, il meurt au Brésil dans le naufrage de son navire.

## Divers
- Trafalgar Law (ou Trafalgar D. Water Law), pirate dans le manga One Piece d’Eiichiro Oda, est inspiré d’Edward Low.
- Edward Low apparaît dans la deuxième saison de la série Black Sails où son rôle est interprété par Tadhg Murphy.
- Edward « Ned » Lowe apparaît dans l'épisode 6 de la deuxième saison de Our Flag Means Death. Il est interprété par Bronson Pinchot.

## Source et bibliographie
- Daniel Defoe : Histoire des pirates anglois depuis leur établissement dans l'ile de la Providence, page 271 et suivantes